# Idrettsgallaen 2008

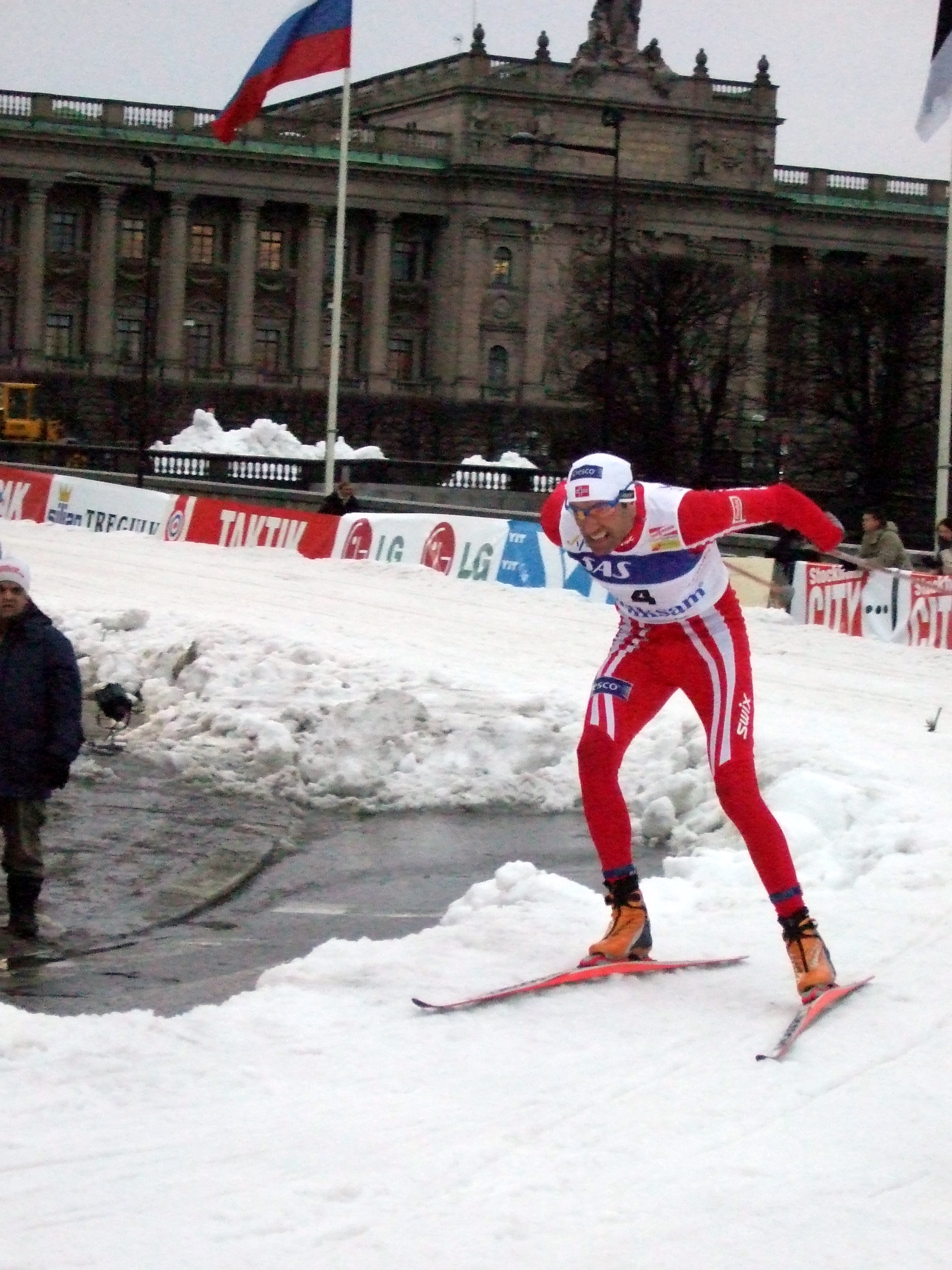
Odd-Bjørn Hjelmeset blev Årets namn.

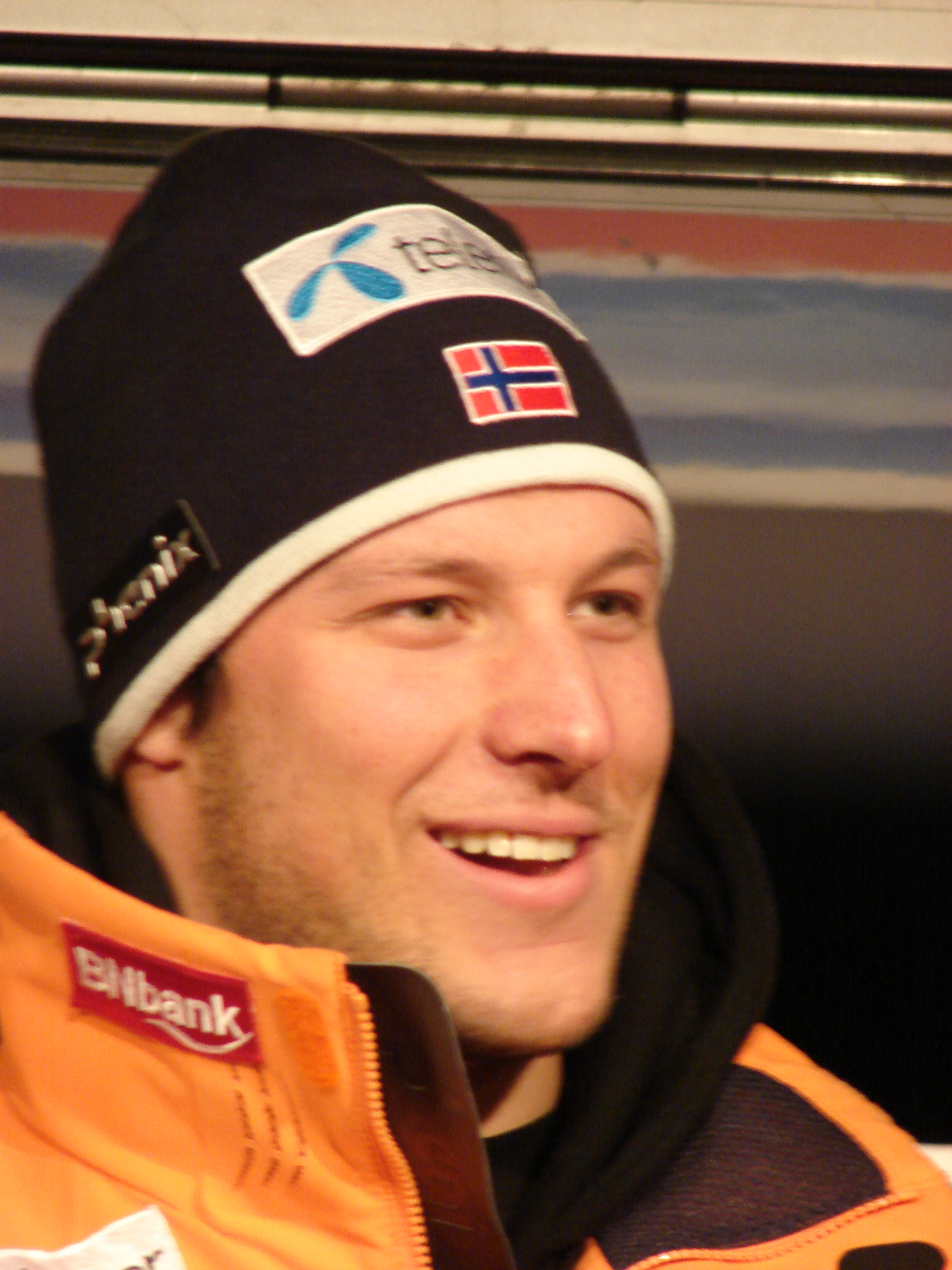
Aksel Lund Svindal fick två priser.

Idrettsgallaen 2008 arrangerades i Hamar, Norge, den 5 januari 2008. På galan delades priser ut till Norges främsta idrottsutövare under 2007.

## Pristagare
- Årets namn: Odd-Bjørn Hjelmeset (Längdskidåkning)
- Årets kvinnliga idrottare: Suzann Pettersen (Golf)
- Årets manliga idrottare: Aksel Lund Svindal (alpint)
- Årets lagspelare: John Carew (fotboll)
- Årets genombrott: Jaysuma Saidy Ndure (friidrott)
- Årets lag: Norges damlandslag i handboll
- Årets idrottare med funktionshinder: Tommy Urhaug (bordtennis)
- Öppen klass: Ailo Gaup (motocross)
- Årets tränare: Marius Arnesen (alpint)
- Årets eldsjäl: Rigmor Andresen (Bækkelagets Sportsklub)
- Årets förebild: Dagfinn Enerly
- Utövarnas pris: Aksel Lund Svindal (alpint)
- Idrettsgallaens hederspris: Grete Waitz